# Den grinende strisser
Endestation Mord – i seneste oversættelse Den grinende strisser – er en svensk kriminalroman fra 1968 af forfatterne Maj Sjöwall og Per Wahlöö.
Bogen er den fjerde i serien Roman om en forbrydelse på ti bind, som forfatterne skrev i perioden 1965-75.
Serien er i 2007 blevet nyoversat med ny titel til dansk og udgivet på Forlaget Modtryk.

## Handling
Mens politiet bekæmper fredelige Vietnamdemonstranter og arresterer og ransager de fjortenårige piger i demonstrationen, bliver passagererne i en bus i en anden del af Stockholm mejet ned, sandsynligvis af en mand med en maskinpistol. En af Martin Becks yngste medarbejdere, politimanden Åke Stenström, der ikke er ude i et officielt ærinde, er blandt de otte døde ofre (kun en overlevende).
For at løse sagen bliver mange udenforstående tilkaldt:
- detektiv Ullholm bliver introduceret som en reaktionær politimand, hvis hobby er at sladre om sine kolleger.
- Per Månsson, der blev introduceret i en tidligere bog, hvor Beck opholdt sig i Malmø i forbindelse med en sag, får et ry som manden, der kan finde hvad som helst.
- Nordin, den sympatiske detektiv fra Sundsvall, viser sig at være den mest ihærdige efterforsker.

Originaltitlen stammer fra en sang fra 1922 med samme navn: Den skrattande polisen. Martin Beck får en plade med denne sang i julegave af datteren Ingrid, men han synes ikke, det er morsomt. Beck ler for første gang igen efter mordet, da Åke Stenströms død er hævnet fuldt ud.